# Encefalopatía de Wernicke
La encefalopatía de Wernicke (EW) o enfermedad de Wernicke (inicialmente llamada poliencefalitis hemorrágica superior) es una enfermedad neurológica y eventualmente psiquiátrica, producida principalmente por la deficiencia de vitamina B1 (tiamina). Se solía diagnosticar por una tríada de síntomas constituidos por a) trastornos en la movilidad ocular (nistagmo y oftalmoplejia), b) descoordinación para caminar (marcha atáxica) y c) confusión (u otros cambios de la condición mental). Sin embargo, es muy frecuente observar solo uno o dos de los componentes de la tríada descrita, así como otros síntomas; por ejemplo, los relacionados con el sistema nervioso autónomo. Incluso existen casos con síntomas inespecíficos únicamente, especialmente en las etapas tempranas de la evolución.
Aun existiendo otras carencias, la deficiencia de tiamina genera una variedad de graves afectaciones debido a su escasa reserva, así como a sus múltiples e importantes funciones. Aunque los cuadros clínicos observables no tienen límites nítidos y suelen superponerse, se acostumbra a diferenciar la enfermedad o encefalopatía de Wernicke, la psicosis de Kórsakov y el beriberi en sus múltiples formas. A la encefalopatía de Wernicke en alcohólicos suele sumarse la psicosis de Kórsakov, y a la superposición de los signos y síntomas de ambas condiciones se denomina síndrome de Wernicke-Kórsakov.
A pesar de que uno de los tres casos inicialmente descritos por Carl Wernicke era el de una mujer no alcohólica hospitalizada por ingerir ácido, esta encefalopatía ha sido erróneamente considerada una enfermedad propia de los alcohólicos. Tradicionalmente se la describió con una tríada de síntomas que son: oftalmoplejia, ataxia y confusión. Sin embargo, esta tríada solo se presentaría en el 10 % de los casos, siendo común la presencia de uno o dos de los síntomas de la tríada y a veces ninguno, lo que ha obligado a revisar los criterios clásicos de diagnóstico.
Se estima que esta encefalopatía está presente en el 2 % de la población general, y que menos del 15 % de los casos es diagnosticado, probablemente por no presentar los síntomas clásicos esperados. Su prevalencia es seis veces mayor entre los bebedores crónicos de alcohol (12,5 %).
Diversos trastornos pueden conducir a la enfermedad de Wernicke y varios de ellas necesariamente conducen a múltiples carencias, como por ejemplo, la hiperemesis gravídica y en consecuencia se requieren múltiples suplementos. Incluso diversos autores sostienen que en la práctica clínica los casos de deficiencia exclusiva de tiamina son raros. Cuando esta encefalopatía es tratada tempranamente suele revertirse, especialmente si los enfermos no habían incurrido en excesos de alcohol.

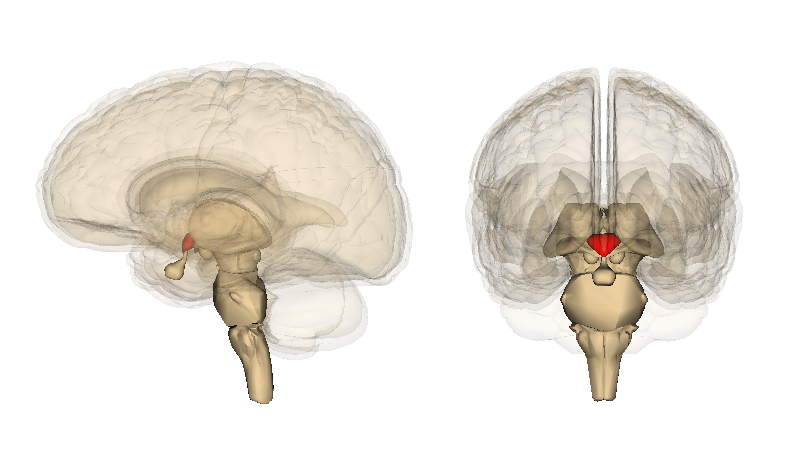
El hipotálamo.

## Historia
Se suele atribuir al neurólogo y psiquiatra alemán Karl Wernicke las primeras descripciones de esta enfermedad en 1881. El psiquiatra ruso Serguéi Kórsakov publicó una serie artículos al respecto entre 1887 y 1891. Su vínculo con la deficiencia en tiamina recién se estableció en la década de 1930.

## Epidemiología
No existen estadísticas concluyentes, todas las investigaciones se basan en estudios parciales y, por las limitaciones éticas para realizar estudios controlados, es poco probable que estos lleguen a realizarse. En diversas series necrópsicas se han observado las lesiones características de la encefalopatía de Wernicke entre 0,8 % y 2,8 % de los casos, y en 12,5 % o más entre alcohólicos. Esta cifra asciende al 35 % de los alcohólicos si se incluye el daño cerebeloso debido a la insuficiencia de tiamina. A estos porcentajes deberían sumarse los daños fetales e infantiles con las posteriores limitaciones intelectuales.
Las observaciones necrópsicas se realizaron en diversos hospitales con el material disponible que no necesariamente refleja al conjunto de la población. Además considerando las etapas disfuncionales iniciales, las anteriores a la generación de lesiones anatómicamente observables, puede estimarse que los porcentajes son mayores. De las historias clínicas de estos casos hallados surge que solo entre el 5 % y el 14 % había sido diagnosticado en vida. Los alcohólicos han tenido mayor índice de diagnósticos porque suelen presentar los síntomas clásicos con más frecuencia y porque ese hábito ha sido tradicionalmente ligado a la EW.
En una serie realizada en Recife, Brasil, se hallaron 36 casos de los que solo siete habían sido alcohólicos (aproximadamente 20 %) y una escasa minoría había padecido desnutrición. Ninguno de estos enfermos fue diagnosticado en vida. En otro trabajo, una revisión de casos publicados entre 2001 y 2011, se hallaron 53 de los cuales apenas 10 fueron de alcohólicos, también en torno al 20 %. Entre la minoría de pacientes que fue diagnosticado y no acató el tratamiento la letalidad alcanzó el 17 %.
Los principales factores determinantes del deceso han sido las infecciones y las disfunciones hepáticas. A pesar de su importante prevalencia, la encefalopatía de Wernicke sigue estando subdiagnosticada.

Cerebelo.

## Etiología
La encefalopatía de Wernicke ha sido muchas veces considerada una enfermedad propia de los alcohólicos, pero en realidad se la observa como consecuencia de varias enfermedades y recientemente se manifestó en muchos casos posteriores a la cirugía bariátrica. Sus causas también pueden ser
- Pancreatitis, disfunción hepática, diarrea crónica, enfermedad celíaca o de Crohn, uremia, tirotoxicosis.[17]
- Vómitos persistentes,[7] hyperemesis gravidarum,[17] malabsorción, enfermedades o cirugías gastrointestinales.[7]
- Desnutrición, nutrición parenteral incompleta,[17] anorexia, dietas o ayunos.[7]
- Quimioterapia,[16] diálisis o enfermedad renal,[17] diuréticos,[17] trasplante de células madre o de médula ósea.[7]
- Cáncer, sida,[18] Creutzfeldt-Jacob,[19] infecciones.[7]
- La insuficiencia de magnesio es un factor predisponente y puede causar la inoperancia de los tratamientos de restitución de tiamina.

- La EW puede ocurrir en personas con niveles normales o altos de tiamina en suero. Puede ser debido a deficiencias genéticas que afectan a ciertas enzimas como son, por ejemplo, las que posibilitan el transporte de tiamina a través de la membrana mitocondrial.[14] Estas mutaciones genéticas específicas, incluyen la presencia de los X-ligados a la transcetolasa-como el 1 gene SLC19A2, transportador de tiamina o de mutaciones de la proteína y el gen de la aldehído deshidrogenasa-2, que puede predisponer al alcoholismo. El alelo e3 APOE, que está implicado en la enfermedad de Alzheimer, puede aumentar el riesgo de desarrollar síntomas neurológicos.[16]

## Fisiopatología
La deficiencia de tiamina es la causa de la EW y cuando existen múltiples carencias igualmente se la considera primordial como consecuencia de sus escasas reservas orgánicas de solo unos 18 días y de las dramáticas consecuencias. La tiamina es primero metabolizada en su forma más activa, el difosfato de tiamina. También llamada B1, participa del metabolismo de la glucosa. Es una coenzima esencial en el ciclo de TCA y en la derivación de las pentosas fosfato. La tiamina es una coenzima para diferentes enzimas como la transcetolasa, la piruvato deshidrogenasa o la alfacetoglutarato deshidrogenasa. Es así que participa en:
1. Metabolismo de los carbohidratos.
2. Producción de neurotransmisores como el ácido glutámico y el GABA.
3. Metabolismo de los lípidos que son necesarios para la producción de glucosa.
4. Modificación de aminoácidos.
5. Neuromodulación.

### Neuropatía
Entre los daños iniciales por la insuficiencia de tiamina estarían: el daño oxidativo, el daño mitocondrial conducente a la apoptosis y la estimulación directa de un camino pro-apoptótico. También se producen cambios en los transportadores de GABA (subtipo GAT-3 y GFAP), en la síntesis de glutamina y en los canales de Aquaporin 4. Sucede la acidosis láctica local que a su vez provoca edematización, estrés oxidativo, inflación y daño en la sustancia blanca. Son afectadas tanto las neuronas como los astrocitos. En estos últimos, se altera la captación de glutamato a través de cambios en sus transportadores EAAT1 y EAAT2, lo que conduce a la excito-toxicidad.

## Anatomía patológica
A pesar de su nombre, la EW no está relacionada con el área de Wernicke, una región del cerebro relacionada con el habla y la interpretación del lenguaje.
En general, las lesiones por EW que se tratan tempranamente resultan revertidas. Las lesiones suelen situarse simétricamente en la región periventricular del diencéfalo, mesencéfalo, hipotálamo y vermis cerebeloso. Las afectaciones en el tronco encefálico pueden incluir a los núcleos III, IV, VI y VIII de los nervios craneanos, al núcleo medial del tálamo y al núcleo dorsal del nervio vago. Puede presentarse edema en las regiones contiguas del tercer y cuarto ventrículo, e incluso petequias y pequeños focos hemorrágicos. En los casos crónicos se puede presentar la atrofia de los cuerpos mamilares. También puede suceder la proliferación endotelial, hiperplasia de los capilares, desmielinización y pérdida neuronal menor. La barrera hemato-encefálica sufre alteraciones que pueden conducir a respuestas rápidas o inusuales a ciertos fármacos o alimentos.

Diencéfalo.

### Ubicación de la lesión y sus consecuencias
Se ha establecido la correlación entre varias áreas lesionadas y sus manifestaciones:
- Tegmentum del tronco encefálico. - Oculares: cambios pupilares; parálisis del músculo externo; parálisis de la mirada: nistagmo.
- Hipotálamo y médula: núcleo dorsal del vago. – Disfunciones autonómicas: regulación de temperatura (alteraciones en la vasoconstricción, piloerección, hidrosis, etc.); cardio-circulatorias y respiratorias (disnea y apnea).
- Médula: región vestibular y cerebelo. - Ataxia.
- Núcleo dorsomedial del tálamo y cuerpos mamilares. – Síndrome amnésico para acontecimientos recientes.
- Disfunción cerebral difusa. - Estados de confusión.
- Tronco encefálico: sustancia gris periacueductal. - Reducción de la conciencia.[27]

Las lesiones hipotalámicas podrían incluso afectar al sistema inmune, lo que es bien conocido entre los alcohólicos que padecen mayor índice de displasias, neoplasias e infecciones.

## Cuadro clínico
La tríada de síntomas clásicamente atribuida a la encefalopatía de Wernicke ha sido:
- Oftalmoplejia - posteriormente extendida a movimientos oculares anormales o a cualquier alteración ocular.
- Ataxia - posteriormente extendida a inestabilidad en la marcha o a cualquier signo cerebeloso.
- Confusión - posteriormente extendida a cualquier cambio mental, incluida astenia.
- Luego esta tríada se amplió también a deficiencias nutricionales.

Se estima que solamente un 10 % de los enfermos presenta esa tríada y que ello sucede en mayor porcentaje entre los pacientes alcohólicos. Actualmente algunos autores sostienen que los síntomas iniciales pueden ser inespecíficos, o que incluso pueden permanecer inespecíficos. Se estima que entre quienes alcanzan el síndrome de Wernicke-Kórsakov un tercio de los pacientes presenta solo uno de los síntomas de la tríada clásica. Se han encontrado muchos otros indicadores sintomáticos, incluyendo:
- Ambliopía, papiledema,[32] cambios pupilares, hemorragia retiniana, visión o audición disminuida,[33] pérdida de visión.[34][35]
- Pérdida de audición.[36]
- Fatigabilidad, apatía, irritabilidad, mareos, enlentecimiento psíquico y/o motor.[4]
- Disfagia,[35] rubor, apnea del sueño, epilepsia,[37] estupor.
- Acidosis láctica,[38] molestias abdominales.
- Disminución de la memoria, amnesia,[39] depresión,[40] psicosis.[41][42]
- Hipotermia,[34][43][44] polineuropatía,[45] hiperhidrosis.[35][46]

Aunque hipotermia se considera habitualmente cuando la temperatura desciende debajo de 35 °C, este enfriamiento progresivo causado por la afectación del SNC debe ser atendido precozmente también con el fin de evitar el desarrollo de infecciones aun cuando la temperatura no haya todavía caído en las áreas centrales. El paciente puede expresar sensación de frío y luego presentar piel fría, escalofríos, palidez, piloerección, temblor, taquicardia o hipertensión aun en ambientes templados. Es preciso el suministro externo del calor que el paciente no puede generar.
La regulación cardio-circulatoria es frecuentemente afectada. Se puede presentar:
- Taquicardia, disnea, dolor de pecho, hipotensión ortostática y cambios en la presión y en la frecuencia cardíaca.[47]

La insuficiencia de tiamina a veces afecta a otro gran consumidor de energía: el miocardio y los pacientes pueden desarrollar cardiomegalia. La deficiencia cardíaca con acidosis láctica es un síndrome a ser observado. Las anormalidades cardio- circulatorias son un aspecto importante de la EW que no fue considerado en el enfoque tradicional y que no pueden ser considerados una enfermedad aparte.
En los estados muy avanzados puede encontrarse hipertermia, tono muscular aumentado, parálisis espástica, disquinesias coreicas o coma. Se ha señalado a las infecciones como uno de los factores más comunes en desencadenar el deceso. Las infecciones están comúnmente presentes en los casos pediátricos. Como desencadenantes del deceso también se ha señalado a las disfunciones hepáticas.

A causa de la frecuente afectación del corazón, los ojos, el hígado y el sistema nervioso periférico diversos autores prefieren denominar “enfermedad de Wernicke” y no simplemente encefalopatía o "beriberi cerebral" como también la llaman. 

Ventrículos.

### Síndrome de Kórsakov
Al síndrome de Kórsakov se lo considera vinculado a la EW y se caracteriza por disminución de la memoria, del aprendizaje, alucinaciones, confabulación, confusión y cambios en la personalidad. Ocurre en un 80 % o más de los pacientes alcohólicos con EW y es raro entre los que no abusaron del alcohol. En este síndrome se suele observar atrofia del tálamo y de los cuerpos mamilares, además de la afectación del lóbulo frontal. En una investigación se observó que la mitad de los pacientes tienen buena recuperación del estado amnésico luego de períodos de 2 meses a 10 años. Un porcentaje muy alto de pacientes con el síndrome de Wernicke-Kórsakov también sufre de neuropatía periférica y muchos alcohólicos presentan solo esta neuropatía sin otros síntomas o signos.

### Pediatría
En una serie de casos pediátricos ninguno presentó la tríada clásica y predominaron las infecciones y las afecciones cardíacas. En otro estudio hubo 22 casos de infección en 36 pacientes y se destacan las dificultades del diagnóstico por la inespecificidad de los síntomas.
Se describió un caso de microcefalia causada por el transporte deficiente del pirofosfato de tiamina.

## Diagnóstico
El diagnóstico de la encefalopatía o enfermedad de Wernicke es clínico. No existen recursos paraclínicos seguros para un diagnóstico concluyente. En 1997, Caine et al. establecieron el criterio de diagnosticar EW cuando se presentaran 2 o más de los síntomas clásicos de la encefalopatía incluidas las señales de desnutrición. La sensibilidad de este criterio alcanzó al 85 % de la muestra estudiada contra el 23 % del criterio clásico de los 3 síntomas. Pero Caine realizó todo ese trabajo sobre casos de alcohólicos siguiendo los prejuicios de su época.
Sin embargo, autores posteriores consideran suficiente al menos uno de los 4 síntomas clásicos para sospechar la presencia de EW. Los protocolos de algunos hospitales británicos aconsejan suponer de la EW con solo uno de los siguientes síntomas: confusión, disminución del estado de conciencia (incluidos inconsciencia, estupor o coma), pérdida de memoria, ataxia (o inestabilidad), oftalmoplegia (o nistagmo) o hipotensión inexplicable con hipotermia. Con la presencia de tan solo uno de estos indicadores consideran aconsejable la administración parenteral de tiamina. A pesar de las dificultades sintomáticas y de la necesidad de nuevos criterios de diagnóstico, la EW sigue siendo de diagnóstico básicamente clínico. Ni la resonancia magnética ni las mediciones en suero relacionadas con la tiamina ni la no respuesta al tratamiento, son determinantes para todos los casos.
La sensibilidad de la RM es del 53 % con una especificidad del 93 %. La observación de edema es considerado la señal más frecuente en estos enfermos. Puede observarse:
- Edema periacueductal y/o de los cuerpos mamilares.
- Lesiones isquémicas de pequeños vasos.
- Dilatación del sistema ventricular cerebral.

La localización atípica de las lesiones es más frecuente entre los no alcohólicos, mientras que el refuerzo del contraste en el tálamo y los cuerpos mamilares es frecuente entre los que abusaron de ese consumo.
La tomografía computarizada parece ser de escasa utilidad. La tiamina puede ser mensurada por la actividad de la trancetolasa eritrocitaria o por la medición in vitro de los niveles de tiamina difosfato. Niveles normales de tiamina en el suero no necesariamente indican la ausencia de EW, puede tratarse de pacientes con dificultades en el transporte intracelular de tiamina.

## Tratamiento
La mayoría de los síntomas mejoran con sorprendente rapidez, especialmente si son tratados tempranamente, pero con excepción de la pérdida de memoria que puede llegar a ser permanente. La hiperhidrosis también es de difícil reversión. En pacientes en quienes se sospecha la EW, el tratamiento debe comenzar de inmediato. Con anterioridad conviene retirar sangre para analizar la presencia de tiamina, otras vitaminas y minerales. Luego se suministra 100 a 200 mg de tiamina por vía intravenosa preferentemente (o en su defecto intramuscular por ser dolorosa) dos o tres veces por día y hasta que dejen de observarse mejorías. Recién después se puede iniciar el tratamiento por vía oral con tiamina con recubrimiento entérico o con sulbutiamina.
Considerando la diversidad de causas posibles y la existencia de varias presentaciones sorprendentes, así como el muy escaso riesgo anafiláctico de la tiamina y la habitualmente importante respuesta terapéutica dentro del primer día, algunos autores calificados proponen la suplementación con tiamina parenteral por la simple sospecha de EW, tanto como un recurso de diagnóstico como de tratamiento. Es sabido que la ausencia de mejoras no es suficiente para descartar la WE aunque sea la prueba más abarcativa de casos.
Ante la menor sospecha de EW, siempre que se administre glucosa, como en los alcohólicos hipoglicémicos, se debe administrar tiamina con anterioridad o al menos en forma conjunta, en caso contrario se agravará la condición del paciente. Los consumidores abusivos de alcohol suelen tener una dieta insuficiente en varias vitaminas, absorción disminuida de tiamina, su metabolismo alterado, así como disminución de sus depósitos hepáticos por lo que se recomiendan dosis mayores, de 500 mg cada una. Los efectos lesivos del alcohol no pueden dejar de considerarse. En los pacientes con Kórsakov se recomiendan dosis iniciales de 1 g cada una.
De la observación de los edemas e incluso de los hallazgos necrópsicos de inflamación y de macrófagos se ha concluido acertadamente en la administración transitoria de antiinflamatorios. Otras dificultades nutricionales deben observarse, en particular la insuficiencia de magnesio, un co-factor de la transcetolasa que puede inducir o agravar la enfermedad. Los otros suplementos que pueden ser necesarios incluyen: cobalamina (B12), ácido ascórbico (C), ácido fólico, nicotidamina, cinc, fósforo y calcio. También en algunos casos taurina, un aminoácido eventualmente esencial, que se ha mostrado conveniente en las manifestaciones cardiocirculatorias de la enfermedad. Algunos pacientes pueden mantener una buena calidad de vida si mantienen niveles muy superiores de tiamina en suero. Es recomendable el control nutricional de los pacientes. Puede manifestarse la acertada apetencia específica por algunos alimentos.
Cuando los síntomas persisten luego de la suplementación de nutrientes y la administración durante cierto plazo de antiinflamatorios, pueden ser convenientes otros medicamentos. Cuando la situación lleve a sospechar la hipertrofia y la hiperplasia de capilares puede ser conveniente el uso de ginkgo bilova para mejorar la irrigación. Así como de coQ10 (ubiquinona) para facilitar las funciones mitocondriales y de fluoxetina para aumentar la presencia de serotonina en las áreas vinculadas a la termorregulación. Por otra parte, la sulbutiamina se ha observado eficaz en las exacerbaciones de fatiga. Además la sulbutiamina sustituye perfectamente a la tiamina oral cuando no dispone de comprimidos entéricos de tiamina que necesariamente deben estar protegidos. Como suele suceder en las enfermedades neurológicas, los síntomas de esta encefalopatía pueden agravarse luego de enfriamientos, esfuerzos físicos, infecciones o por ciertos fármacos. Este deterioro es potencialmente peligroso cuando predispone al paciente a la hipotermia y al deterioro inmunitario, facilitándose la aparición de infecciones inter-recurrentes que pueden llevar a un círculo vicioso de peores consecuencias. Para superar este ciclo se ha propuesto un tratamiento farmacológico para iniciar apenas superada la infección y no antes porque de las áreas infectadas se liberan citocinas que habrán de continuar estimulando las áreas cerebrales disfuncionales.
La gabapentina, por su relación con el GABA, se ha usado profilácticamente tres veces al día en pequeñas dosis para prevenir las consecuencias desordenadas de los estímulos externos adversos.

El tálamo.

Durante estos agravamientos pueden disminuir los niveles de andrógenos.

## Prevención
Existen protocolos hospitalarios de prevención mediante el suministro de tiamina IV en casos con historial alcohólico o de convulsiones relacionadas, requerimiento de glucosa IV, signos de malnutrición, dietas insuficientes, diarreas o vómitos reiterados, neuropatía periférica, enfermedades interrecurrentes, delirium tremens y otras.
Algunos expertos aconsejan tiamina parenteral en todos los casos en riesgo de la sala de emergencia. Existe consenso en administrar vitaminas hidrosolubles y minerales en las cirugías bariátricas. En algunos países se ha hecho obligatorio suplementar algunos alimentos con tiamina y los casos con EW han disminuido. Sin embargo, es difícil cuantificar el beneficio porque se aplicó junto con otras medidas de prevención y tratamiento temprano. Evitar el consumo de alcohol y tener una alimentación adecuada disminuye el riesgo de desarrollar esta enfermedad.